# Charles Edward La Haye
 (mars 2013).
Si vous disposez d'ouvrages ou d'articles de référence ou si vous connaissez des sites web de qualité traitant du thème abordé ici, merci de compléter l'article en donnant les références utiles à sa vérifiabilité et en les liant à la section « Notes et références ».
Charles Edward La Haye (12 mars 1910 - 6 août 1978) est un officier général de marine français et une figure de la France libre. Pilote d’Aéronavale au début de la Seconde Guerre mondiale,  il rejoint la Royal Canadian Air Force, puis la Royal Air Force avant de rejoindre les Forces navales françaises libres. Il prend le commandement de l’Aéronautique navale en  novembre 1941. Il prend part au débarquement de Provence. Il commande le porte-avions Arromanches durant la Guerre d’Indochine, et commande l’Aviation Navale en Méditerranée durant la guerre d’Algérie. Il occupe ensuite plusieurs postes de commandement d’escadre et de préfet maritime  avant d’être nommé Inspecteur Général de la Marine en janvier 1969. 
En juillet 1969, il est élu président de l’Association des Français libres

## Biographie
Charles Edward La Haye naît à Duquesne, Algérie, en mars 1910.
Entré à l'École navale en 1929, pilote en 1936, le lieutenant de vaisseau La Haye est affecté en 1940 à Tahiti. Il y apprend la débâcle et propose ses services au consul de Grande-Bretagne à Papeete. Il quitte Tahiti le 13 décembre 1940, embarqué sur le cargo Limerick, pour avoir refusé de rallier la France libre. Arrivé à Vancouver 15 jours plus tard, il s'engage finalement dans l'Aviation royale canadienne qui, basée à  Halifax, protège les convois dans l'Atlantique nord. Il est condamné à mort par Vichy. Transféré en Angleterre au Coastal Command en mai 1941, il passe ensuite dans les Forces françaises libres (FFL] où il met sur pied et commande l’aéronautique navale des Forces navales françaises libres (FNFL). Il commande une flottille d'hydravions amphibie, la 6F. En 1943, il poursuit sa tâche à Alger, commande la base d'Agadir au Maroc, puis participe au débarquement de Provence en août 1944.
À la Libération, il est adjoint au commandant de l'Aéronautique Navale. Il reçoit en 1947 le commandement de l'aviso La Grandière en Indochine, puis revient à l'état-major jusqu'en 1952. Après quoi il commande le porte-avions Arromanches, toujours en Indochine, passe deux ans au collège de l'OTAN et deux autres à l'état-major allié en Méditerranée. En 1955, il est nommé commandant de l'École navale, dont il prépare la reconstruction à Lanvéoc-Poulmic. Il dirige en 1957-1958 le secteur de la défense maritime de Brest, il est promu  contre-amiral en janvier 1958. Commandant de l'aviation navale en Méditerranée de 1958 à 1960, de la Marine dans l'Océan Indien et de la base stratégique de Diégo-Suarez de 1960 à 1962, de l'École supérieure de guerre navale en 1962-1963, préfet maritime de Cherbourg de 1963 à 1965, il est ensuite commandant de l'escadre de l'Atlantique. Vice-amiral d'escadre et membre du conseil supérieur de la Marine, il est nommé en octobre 1967 commandant en chef dans l'Atlantique et préfet maritime  de la IIe région à Brest. Promu amiral le 1er janvier 1969, il est nommé Inspecteur Général de la Marine. Le 10 juillet 1969, il est élu président de l'Association des Français libres et participe en 1971 à la création de l'institut Charles de Gaulle.

## Distinctions et décorations
- Grand officier de la Légion d'honneur (1962)
- Grand-croix de l'ordre national du Mérite (1972)[réf. nécessaire]
- Croix de guerre 1939–1945
- Croix de guerre des Théâtres d'opérations extérieurs
- Commandeur de l'ordre du Mérite maritime
- Croix du combattant volontaire de la Résistance
- Croix du combattant
- Médaille commémorative des services volontaires dans la France libre
- Médaille commémorative de la campagne d'Indochine